# سیارک ۱۶۱۰۲
سیارک ۱۶۱۰۲ (به انگلیسی: 16102 Barshannon، نامگذاری:1999VT68) شانزده هزار و صد و دومین سیارک کشف شده‌است که در ۴ نوامبر ۱۹۹۹ کشف شد.
قدر مطلق سیارک برابر ۱۰.۲ است.